# بيت الاشول (الخبت)

تعديل مصدري - تعديل

بيت الاشول هي إحدى قرى عزلة العمارية بمديرية الخبت التابعة لمحافظة المحويت، بلغ تعداد سكانها 172 نسمة حسب تعداد اليمن لعام 2004.